# Klokspijs (legering)
Klokspijs is het metaal waarvan klokken worden gegoten. Het bestaat uit koper (rond de 80%), en 18-24% tin en maximaal 4% verontreiniging. 
De uitdrukking Dat gaat erin als klokspijs ontstond in de 18e eeuw, en betekent dat iets lekkers er goed ingaat. Uiteindelijk is hier een gerecht klokspijs uit ontstaan.